# Domasuł
Domasuł – staropolskie imię męskie, złożone z dwóch członów: Doma- („dom”; psł. *domъ oznacza „pomieszczenie, gdzie człowiek żyje ze swoją rodziną”; „wszystko, co jest w domu, rodzina, mienie, majątek”, „ród, pokolenie”, „strony rodzinne, kraj ojczysty”) i -suł („obiecywać” albo „lepszy, możniejszy”). Może oznaczać „możniejszy w swojej siedzibie”, „możniejszy posiadaniem swojego domu”.
Domasuł imieniny obchodzi 16 sierpnia i 7 września.